# شاخص بن‌مایه ادبیات عامیانه
شاخص بن‌مایه ادبیات عامیانه (به انگلیسی: Motif-Index of Folk-Literature) کاتالوگ شش جلدی از بن‌مایه‌های فولکلور است که توسط پژوهشگر  آمریکایی استیت تامپسون ساخته شده است. این کاتالوگ که اغلب به عنوان شاخص بن‌مایه تامپسون نامیده می‌شود، به‌طور گسترده در مطالعات فولکلور مورد استفاده قرار گرفته است. فولکلورشناسان معمولاً این شاخص را همراه با شاخص آرنه–تامپسون–اوتر  استفاده می‌کنند.